# Dingxin (socken i Kina, Sichuan)
Dingxin (kinesiska: 定新乡, 定新) är en socken i Kina. Den ligger i provinsen Sichuan, i den sydvästra delen av landet, omkring 180 kilometer sydost om provinshuvudstaden Chengdu.
Genomsnittlig årsnederbörd är 1 416 millimeter. Den regnigaste månaden är september, med i genomsnitt 262 mm nederbörd, och den torraste är december, med 15 mm nederbörd.